# Verfassungsreferendum in der Türkei 2007
In der Türkei wurde am 21. Oktober 2007 ein Referendum über grundlegende Änderungen der türkischen Verfassung abgehalten. Die Verfassungsänderungsvorschläge wurden von den Parlamentariern der regierenden AKP vorgestellt. Sie wurden von den Wählern mit absoluter Mehrheit angenommen, sie stimmten mit 68,95 Prozent dafür. Die Wahlbeteiligung lag bei 67,51 Prozent.

## Auswirkungen
Insgesamt wurden mit dem Gesetz Nr. 5678 fünf Artikel der Verfassung geändert (sowie zwei Übergangsartikel hinzugefügt):
| Artikel           | Änderung |
| ----------------- | --- |
| 77 Abs. 1         | Die Legislaturperiode wurde von fünf auf vier Jahre reduziert. |
| 79 Abs. 2, Abs. 6 | Der Hohe Wahlrat hat ferner die Aufgabe, Wahlprotokolle der Wahl des Präsidenten der Republik zu bestätigen. Die allgemeine Leitung und Kontrolle der Geschäfte bei der Wahl des Präsidenten richtet sich auch nach den Vorschriften, die auf die Abgeordnetenwahlen anzuwenden sind.                                                                                               |
| 96 Abs. 1         | Die Große Nationalversammlung tritt mit mindestens einem Drittel der Gesamtzahl ihrer Mitglieder zusammen. Sie entscheidet – falls nichts anderes in der Verfassung vorgeschrieben – mit einfacher Mehrheit der anwesenden Abgeordneten, wobei die für einen Beschluss ausreichende Stimmenzahl ein Viertel plus eins der Gesamtzahl der Mitglieder nicht unterschreiten darf.      |
| 101               | Der Präsident der Republik wird nicht mehr von der Großen Nationalversammlung, sondern vom Volk gewählt. Die Amtszeit des Präsidenten wurde von sieben auf fünf Jahre reduziert. Eine bis dahin nach Art. 101 Abs. 3 der Verfassung ausgeschlossene Wiederwahl ist nun möglich, sodass sich eine Amtsdauer von höchstens zehn (beş artı beş, „fünf plus fünf“) Jahren ergeben kann. |
| 102               | Änderungen bezüglich der Wahl des Präsidenten der Republik durch das Volk. |

## Ergebnisse

In Grün die Provinzen mehrheitlich für die Änderungen; in rot die Provinzen, in denen mehrheitlich dagegen gestimmt wurde

Der Ausgang der Volksabstimmung war unmittelbar vor dem Wahltag noch ungewiss. Während die Regierung Umfrageergebnisse vorlegte, die von einer Zustimmung von 85 % ausgingen, lagen in anderen Umfragen die Gegner knapp vorne. Von den registrierten 42.690.252 Wählern gingen 67,51 % zur Abstimmung. Dem Endergebnis zufolge waren 68,95 % der abgegebenen Stimmen für die Verfassungsreform. In rund neun Zehntel aller 81 Provinzen wurden die Verfassungsänderungen angenommen. Provinzen, die mit Nein abgestimmt haben, konzentrieren sich entlang der Mittelmeerküste und Thrakien.
| Votum | Stimmen    | Stimmenanteil |
| ----- | ---------- | ------------- |
| Ja    | 19.422.714 | 68,95 %       |
| Nein  | 8.744.947  | 31,05 %       |